# Get Organized
Get Organized è il quinto album del gruppo James Taylor Quartet, pubblicato nel 1989.

## Tracce
Sequenza e durata dei brani sono tratte dall'edizione in CD del 1989 della Polydor Records.
1. Grooving home – 04:39
2. Electric boogaloo  –  03:40
3. The stretch – 05:26
4. It doesn't matter – 05:02
5. Touchdown – 04:38
6. Breakout - 05:00
7. Brothers batucada - 04:31
8. Bluebird – 05:23
9. Bossa pilante – 03:40
10. Riding high – 06:01

## Formazione
- James Taylor – organo Fender Rhodes, pianoforte
- Steve White – batteria
- Chris JAnkins – percussioni
- Paul Carr  – chitarra
- Steve Walters – basso (brani 2, 4, 7 e 10)
- Lawrence Cottle – basso (brani 1, 3, 8) e trombone (brano 3)
- Robert Gordon – basso (brani 6 e 9)
- Cleveland Watkiss – voce (brano 4)
- Guy Barker – tromba (brano 4)
- John Wallace – sassofono baritono e tenore (brani 1, 2, 3 e 6)
- John Willmot – sassofono tenore (brani 1, 2, 3 e 6)
- Laurence Parry – tromba (brano 6)
- James McMillan – tromba (brani 2, 7 e 10)
- Steve Williamson – sassofono tenore (brani 1 e 8)